# Jorge Galemire
Jorge Galemire (Montevideo, 11 de marzo de 1951 - Ib., 6 de junio de 2015) fue un guitarrista, arreglista, compositor y cantante uruguayo.

## Historia
Sus comienzos artísticos estuvieron muy marcados por la era beat, e integró por los años 1970 varios grupos de cierta importancia en el medio nacional, como El Syndikato, Epílogo de Sueños y Aguaragua, entre otros.
Hacia 1975 participó por un corto período del grupo Canciones para no dormir la siesta.
En 1977 fue fundador, junto con Jorge Lazaroff y Jorge Bonaldi, del grupo Los que iban cantando, uno de los más importantes del canto popular uruguayo de la época de la dictadura.
Realizó los arreglos de discos importantes para la música uruguaya, entre los que se cuentan Hoy canto de Dino y Sansueña de Eduardo Darnauchans.
Junto a este último y a Eduardo Rivero, realizó en 1976 y 1993 un espectáculo llamado Nosotros Tres, de gran convocatoria de público. Asimismo participó como instrumentista en discos de muchos otros artistas como Jorge Drexler y Tabaré Arapí.
En 1981 Galemire produjo su primer trabajo solista, llamado Presentación y dos años más tarde se editó, Segundos afuera.
Paralelamente a su carrera solista, participó hacia 1984 en el grupo Repique integrado además por Jorge Vallejo, Alberto Magnone, Jaime Roos, Andrés Recagno, Gustavo Etchenique y Carlos «Boca» Ferreira. Antes de su alejamiento de este grupo, participó en la grabación de su primer fonograma, titulado Repique.
En 1991 salió a la venta Casa en el desierto y posteriormente se radicó en España regresando a Uruguay recién en 2004.
En junio de 2005 se lanzó, junto a la galesa Karen Ann, a la interpretación y composición de música celta, ofreciendo diferentes espectáculos en eventos nacionales de esta música.
En mayo de 2008 obtuvo el premio Graffiti de Uruguay por su trayectoria.
En 2011 su disco Presentación fue incluido en el libro 111 Discos de Andrés Torrón, por considerarlo uno de los discos fundamentales en la historia de la música uruguaya.
A principios de abril de 2015 sufrió un infarto y un derrame cerebral por lo que permaneció internado en el Centro de Tratamiento Intensivo del Hospital Maciel hasta su fallecimiento en junio del mismo año. Otras fuentes indican que el accidente cerebrovascular habría tenido lugar en marzo de 2015.

## Discografía
- Vals de Pocitos / A contraviento (simple con Eduardo Rivero. Sondor 50313)
- Presentación (Ayuí / Tacuabé a/e29k. 1981)
- Segundos afuera (Orfeo SULP 90708. 1983)
- Repique (con Repique. Orfeo SULP 90750. 1984)
- Ferrocarriles (Orfeo SULP 90864. 1987)
- Los Championes (Orfeo 90.906-1 1988)
- Casa en el desierto (Perro Andaluz 020. 1991)
- Perfume (2004)
- Trelew (con la cantante Keren Ann. 2009)
- Nosotros Tres (grabado junto a Eduardo Darnauchans y Eduardo Rivero en el espectáculo de mismo nombre en 1976. Ayuí / Tacuabé ae350cd. 2010)
- Trigo y plata (Ayuí / Tacuabé a/e372cd. 2012)